# 赤城神社

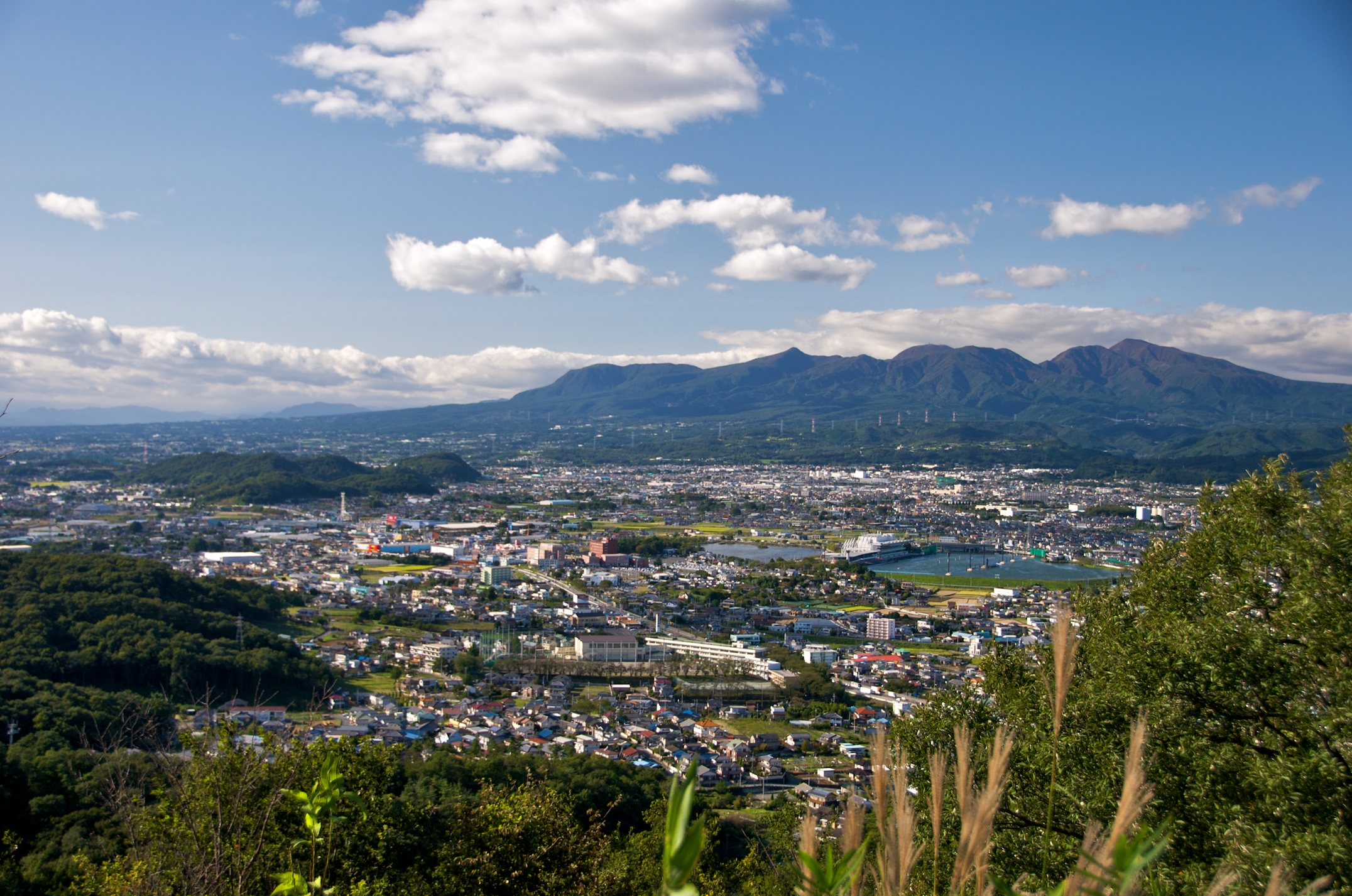
赤城山（祭祀対象）

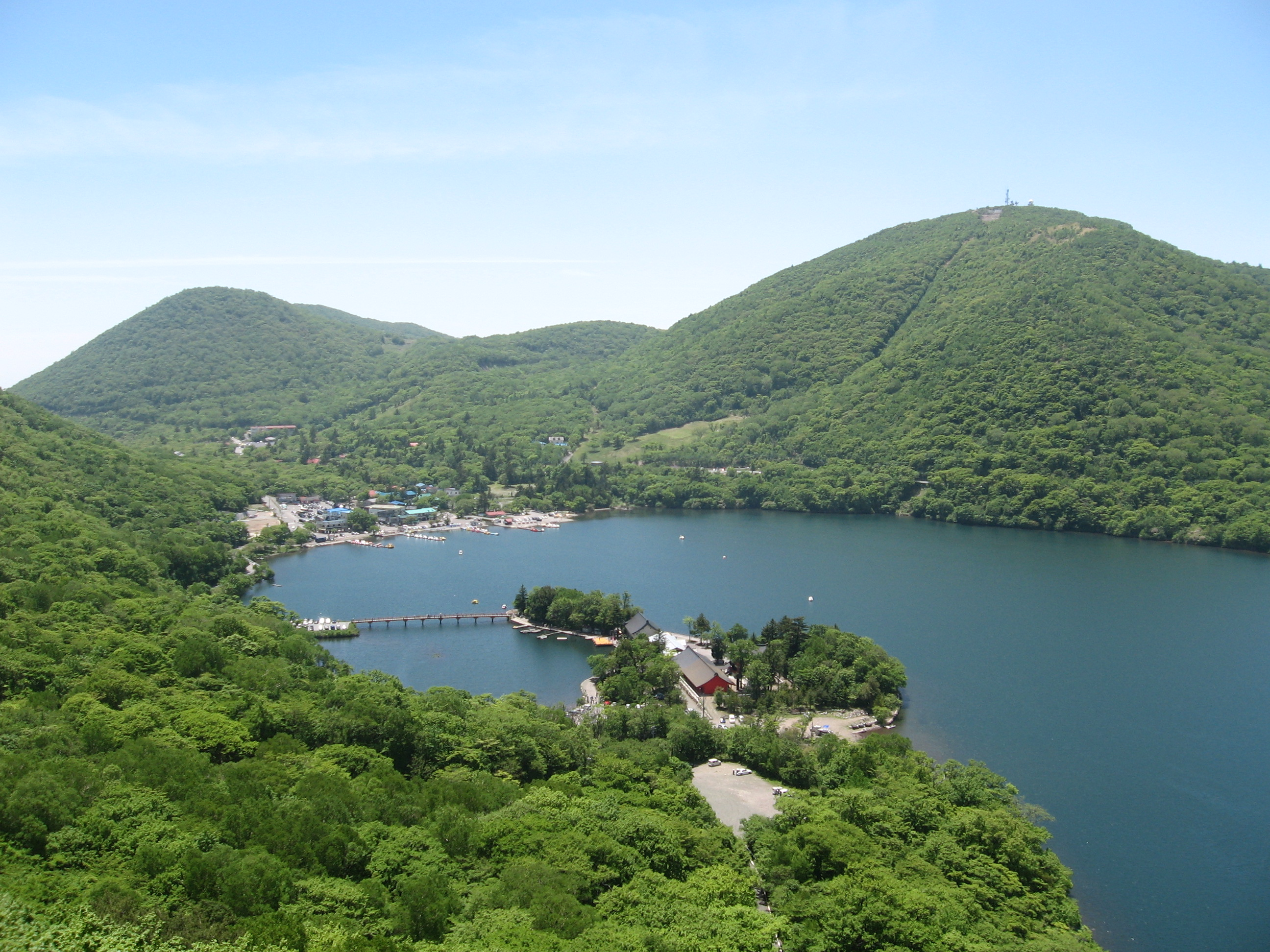
赤城山山頂
手前に大沼と大洞赤城神社。右奥に地蔵岳。

赤城神社（あかぎじんじゃ）は、「赤城」を社名とする神社。群馬県の赤城山を祀る神社である。

## 概要
関東平野北西縁に立つ赤城山を神体山として祀る神社である。山頂にあるカルデラ湖の大沼・小沼や、火口丘の地蔵岳、そして赤城山そのものに対する山岳信仰に由来する。
全国には関東地方を中心にして約300社の赤城神社があるといわれ、その中でも特に山腹の三夜沢赤城神社または山頂の大洞赤城神社が総本宮とされる。

## 名神大社「赤城神社」
延長5年（927年）成立の『延喜式神名帳』には、名神大社として「上野国勢多郡 赤城神社」と記載があり、以下の3社が論社とされている。
- 赤城神社（大洞赤城神社） （群馬県前橋市富士見町赤城山、北緯36度33分10.10秒 東経139度11分0.56秒） - 旧郷社。
- 赤城神社（三夜沢赤城神社） （群馬県前橋市三夜沢町、北緯36度29分03.94秒 東経139度10分41.08秒） - 旧県社。
- 二宮赤城神社 （群馬県前橋市二之宮町、北緯36度22分02.08秒 東経139度10分03.56秒） - 旧郷社。

3社の経緯や比定を巡る議論については、下記歴史節や各社項目を参照。

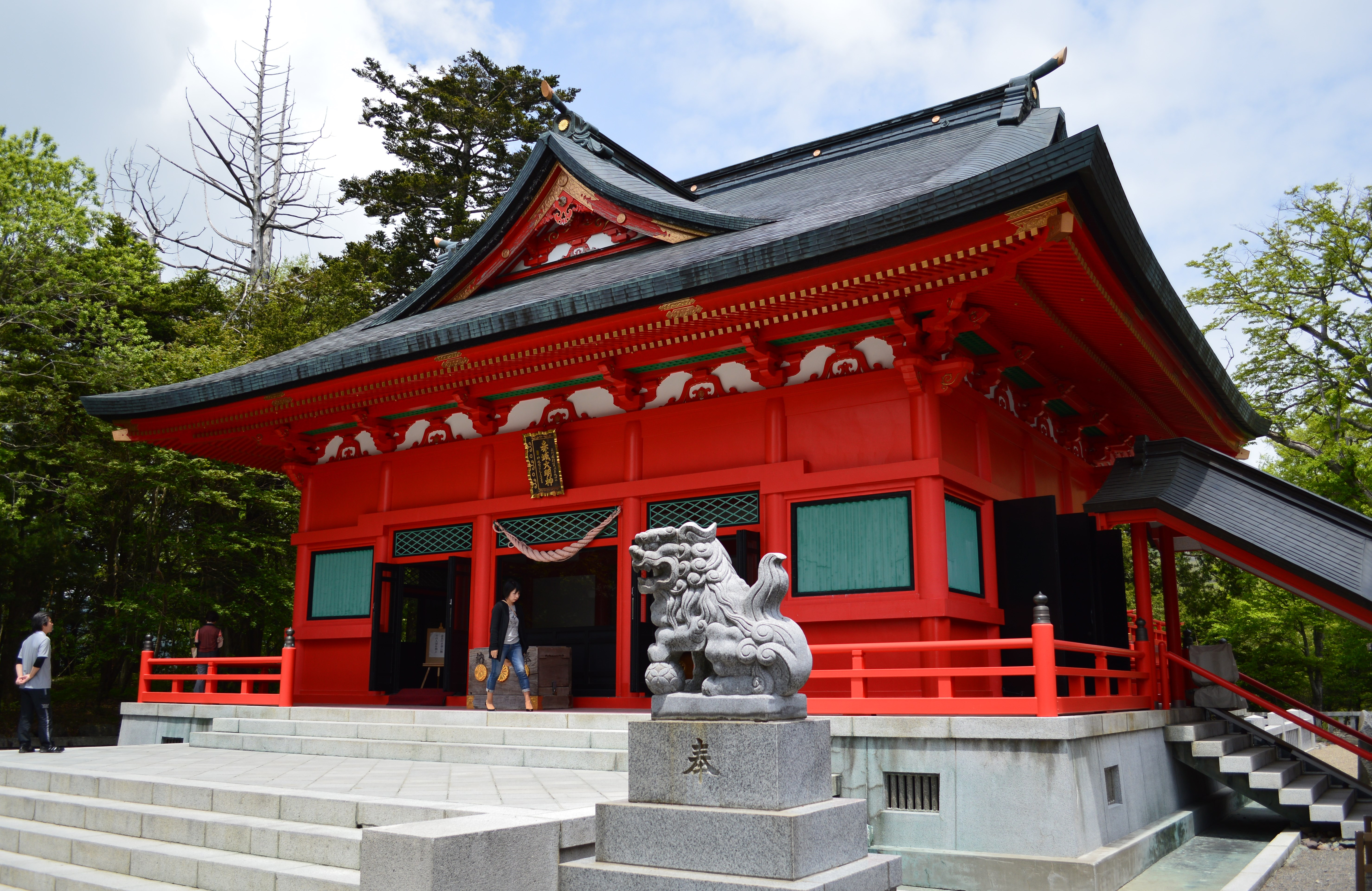
大洞赤城神社
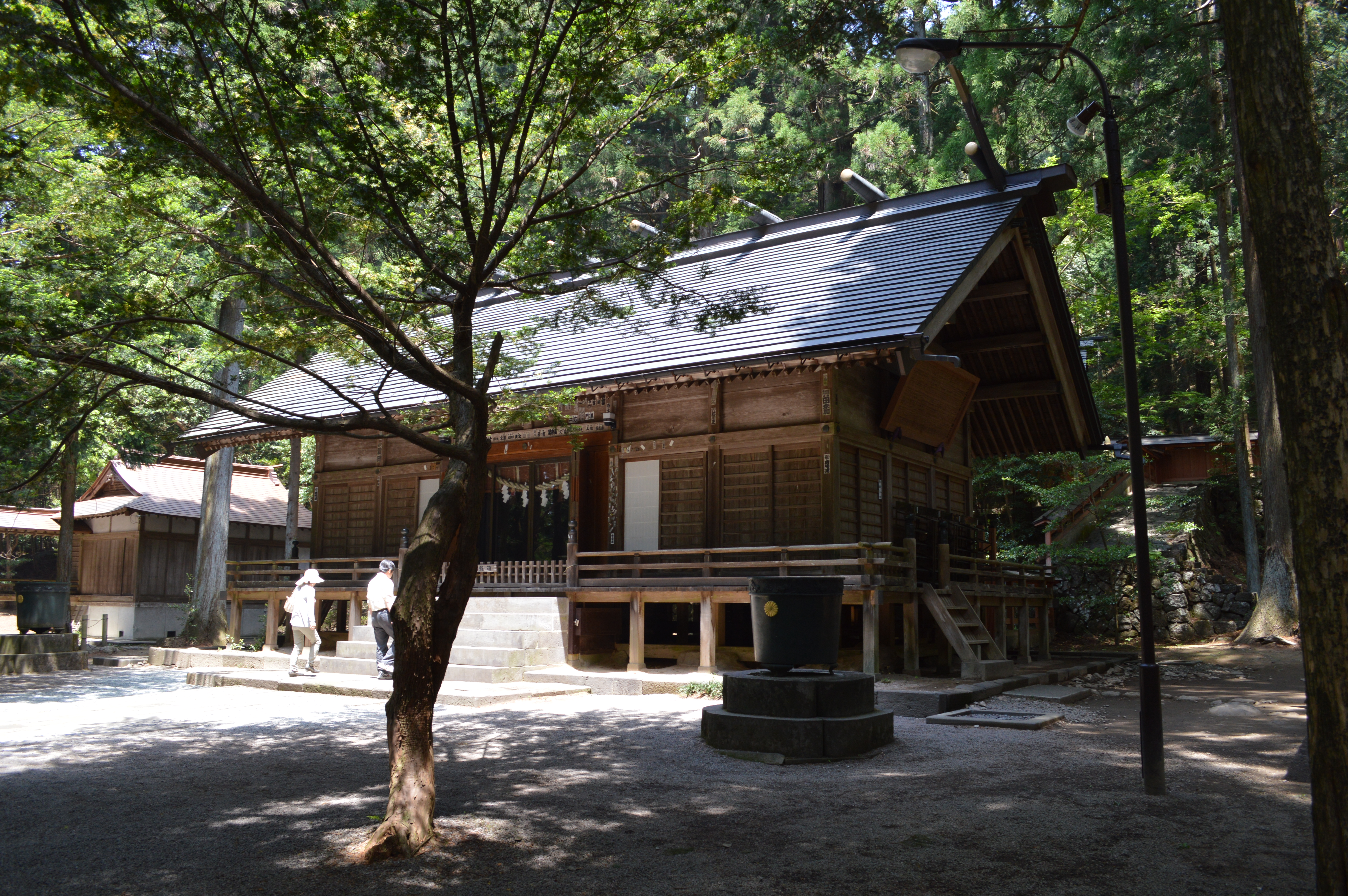
三夜沢赤城神社
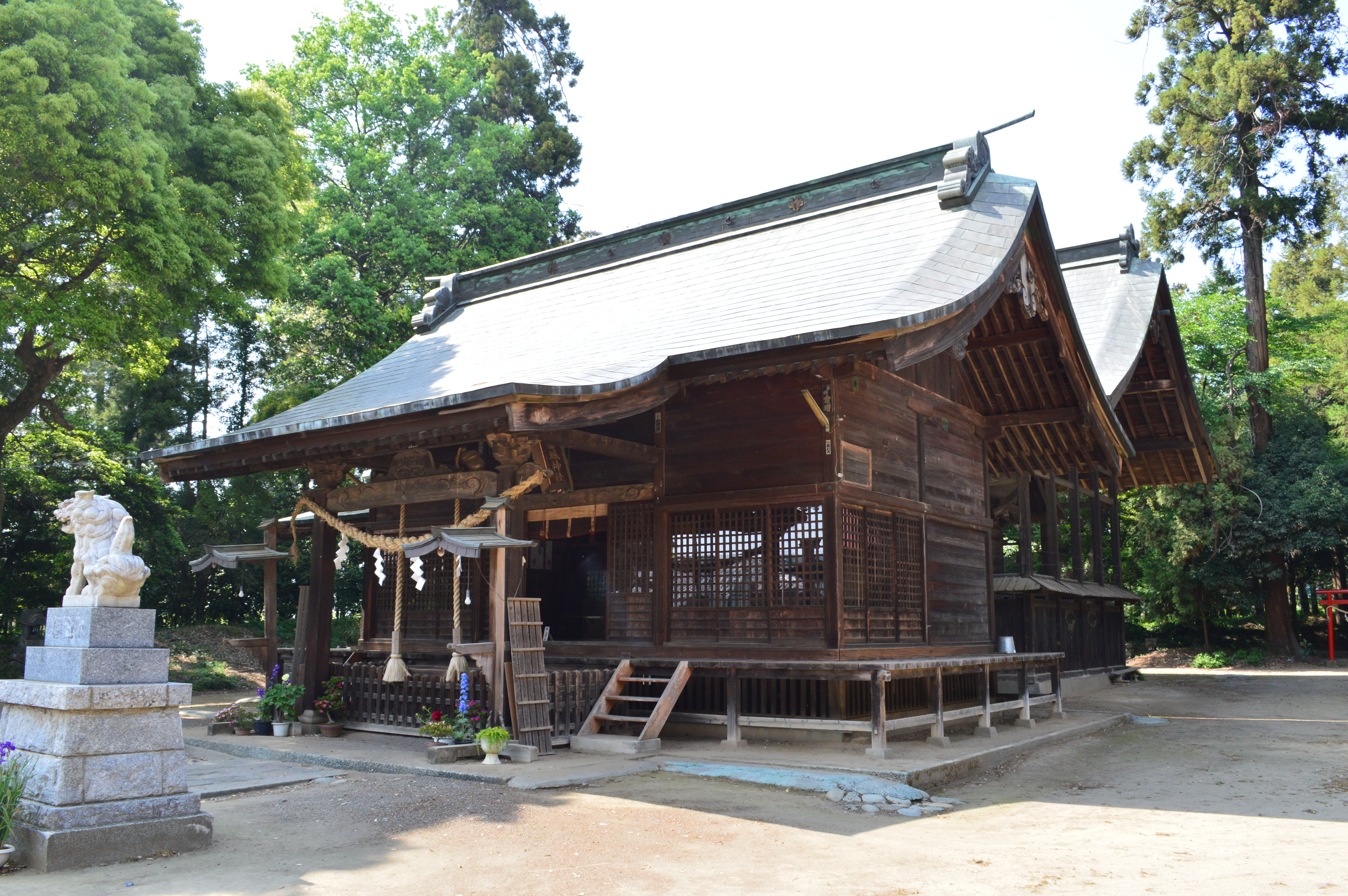
二宮赤城神社

## 歴史

### 創祀

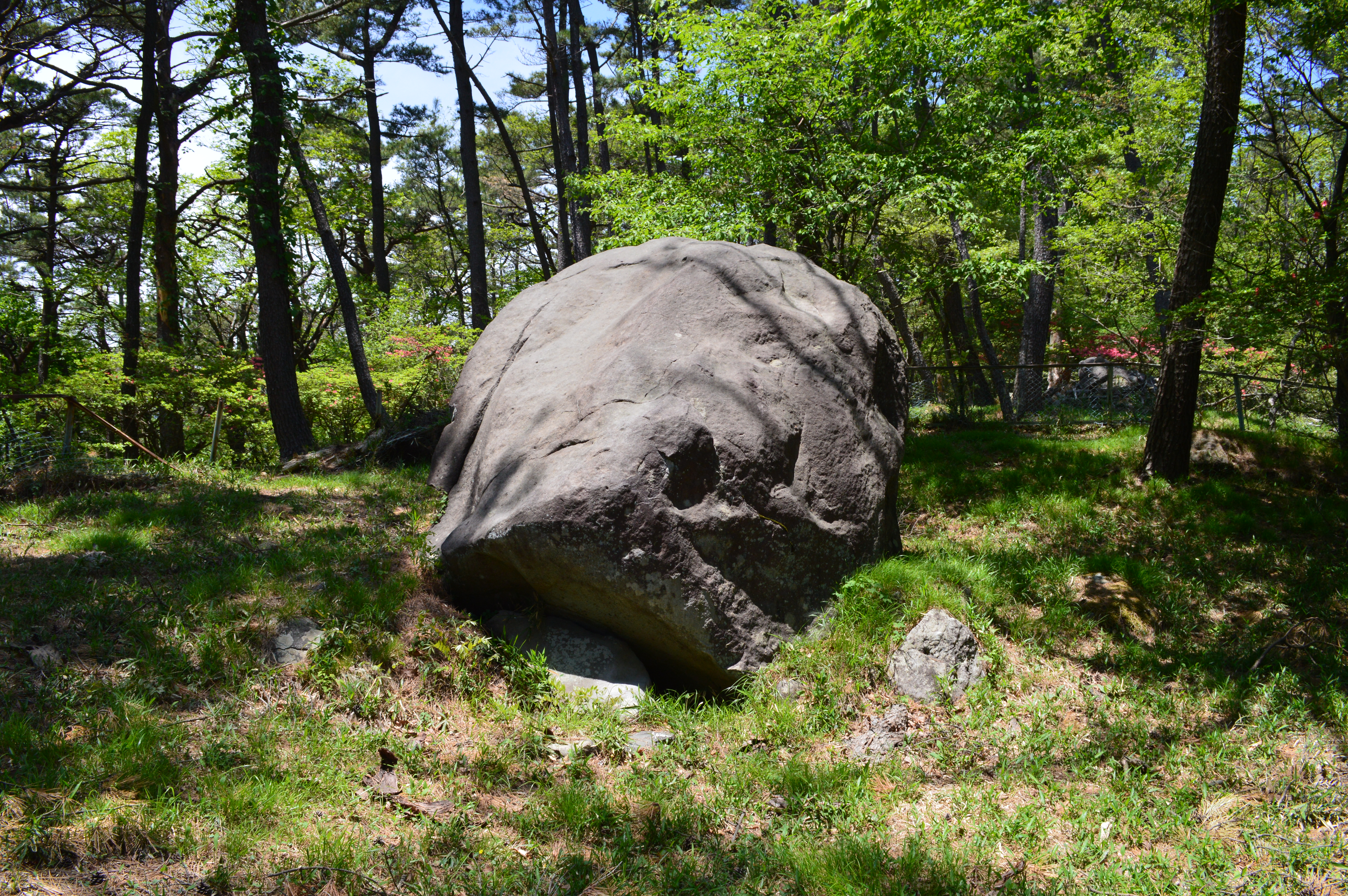
櫃石（三夜沢赤城神社）
磐座を中心とした祭祀遺跡。

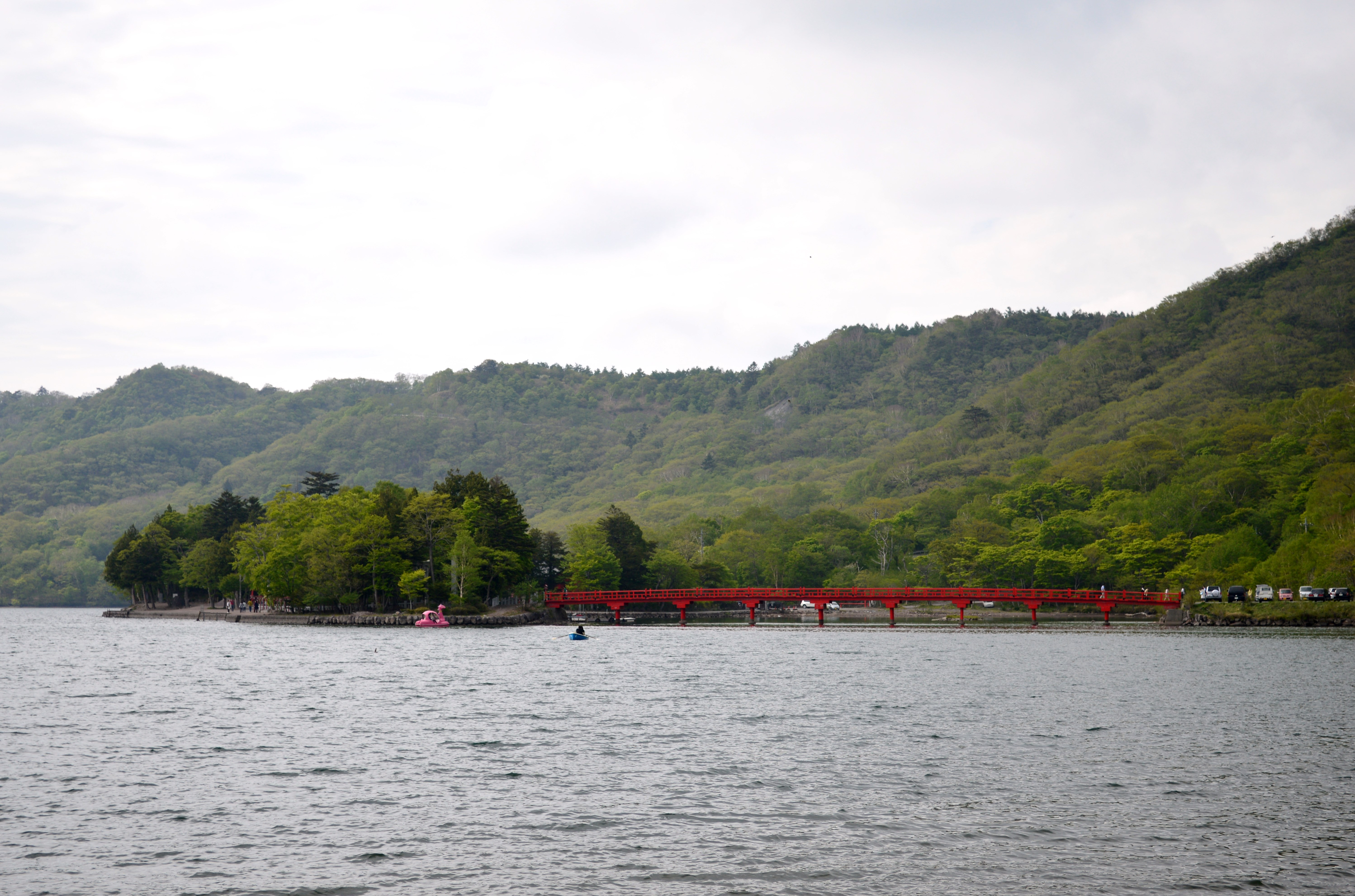
大洞赤城神社遠景
湖からは祭祀に使われた鏡が発見された。

信仰の成立や各社の創建は、いずれも明らかではない。山名自体も『万葉集』には「久路保の嶺ろ」と記されており、8世紀頃までは「くろほのねろ」と称されていた。赤城南麓を流れる粕川の水源としての信仰（水源地・小沼への信仰）と、最高峰の黒檜山などへの雷神信仰、および赤城山そのものへの山岳信仰が集まって成立したとみられている。
また、当地の豪族・上毛野氏が創始したとする説もあり、各社で社伝として上毛野氏との関係性が伝えられている。「赤城」の由来の一説として、上毛野氏が歴史編纂にあたって祖先と発生地を「紀（き = 紀伊）」地方に求め、祖先の名を「とよき（豊城入彦命）」・信仰する山を「あかき（赤城山）」とした、と関連づける考えもある。
そのほか、『金槐和歌集』における源実朝の歌にある「からやしろ」の表現から、「漢（= 中国）社」または「韓（= 朝鮮）社」と見て海外に由来を求める説もある。

### 概史

#### 平安時代
六国史には神階記事として、『続日本後紀』839年（承和6年）に従五位下、『日本三代実録』867年-874年（貞観9年-16年）に昇叙し、880年（元慶4年）従四位上に叙せられた記録が残る。さらに『上野国交替実録帳』（九条家本延喜式裏文書）によれば、長元年間（11世紀）に正一位としてみえる。また、歴史書には赤城山の神は「赤城大明神」として記されている。
上記の赤城神社がどこにあったかは不詳であるが、神社の成立をみると、当初の信仰は村落の信仰場所たる里宮で、のち山頂部に山宮（奥宮）が成立したとされる。このため、律令体制内での赤城神社は村落部にあったと考えられ、『宮城村誌』ではこの里宮を二宮赤城神社ではないかと推測している。
また、産泰神社（前橋市下大屋町）が里宮とする説もある。現在は安産の神として信仰されるが、神体として社殿の裏手に赤城山火砕流の巨岩がある点や、南面する旧参道から見ると赤城山を望む点は、原始的な赤城への信仰形態とされる。

#### 鎌倉時代から戦国時代
律令体制が崩壊して武家政権が成立すると、朝廷・国司の権力によって支援されていた里宮は衰退し、村落部の信仰の中心は、参詣路の集まる場所に設けられた中社（中之宮）へと移った。一方、仏教の伝来は神仏を習合させ、修験者は全国の山深く修行の場を求めて入山した。彼らによって山宮への信仰が集まり、山宮への信仰が盛んになった。赤城神社もこの傾向に反さず、『神道集』には「赤城大明神縁起」として赤城山山頂部の神社が紹介されている。また仏教の影響で、沼や山岳自体を神とみる見解は廃れ、沼などに本地仏を当てるようになった。赤城大明神は「二大明神」として赤城山火口湖の小沼と大沼が神格化され、小沼神に虚空蔵菩薩、大沼神に千手観音があてられた。後に中央火口丘の地蔵岳の信仰も加わり、地蔵岳は地蔵菩薩があてられ、「三所明神」と称するようになった。なお大沼の千手観音像は大洞赤城神社に安置された。沼の神格化に関しては『宮城村誌』において、元慶4年条に「赤城沼神」（『三代実録』寛文13年刊本）とあるため、この頃に赤城神が小沼の神（のち大沼を加え2神）であったと推測されている（ただし「赤城石神」と記す写本もある）。
山宮・里宮の位置に関しては、赤城山大沼の大洞赤城神社（前橋市富士見町赤城山）が山宮、二宮赤城神社（前橋市二之宮町）が里宮にあたるとされる。また中社は三夜沢赤城神社（前橋市三夜沢町）とされる。ただし三夜沢赤城神社の旧地（元三夜沢）が山宮だとし、二之宮から三夜沢へ神輿を往復させる御神幸の行事から三夜沢（元三夜沢）と二之宮が山宮・里宮関係にあるとする尾崎喜左雄の説、あるいは大洞が山宮で二之宮・三夜沢の両社はともに里宮だとする説もある。
また地蔵信仰が追加された14世紀ごろに、三夜沢赤城神社の東宮が、地蔵を祀るものとして現在地に成立した。その後、元三夜沢にあった西宮が東宮の場所に移転し、三夜沢赤城神社は東西2宮で構成されることになった。三夜沢の西宮は二之宮町の神社と同系列とみられるが、起源は不明である。
戦国時代に入ると、二宮赤城神社が後北条氏により破却され衰亡した。再興は江戸時代に入ってからで、三夜沢赤城神社（西宮）の影響下での復興だった。一方で大洞・三夜沢の赤城神社は長尾氏・上杉氏などの信仰を集めるなど隆盛している。

#### 江戸時代
江戸時代には、大洞赤城神社は厩橋城（前橋城）の鬼門を鎮めるものとして、前橋藩主の信仰が厚くなった。1601年（慶長2年）酒井重忠により社殿改築。このとき「正一位 赤城大明神・赤城神社」とされており、律令時代の神階を引き継いだ表現となっている。1642年（寛永19年）には藩主酒井忠清により、前年に火災で焼失した社殿が造営された。歴代前橋藩主は大洞赤城神社の例大祭に参列もしている。
寛政年間には、大洞赤城神社と三夜沢赤城神社東西両宮が「本宮」「総社」「正一位」などの名称使用を巡って訴訟沙汰となった。まず1798年（寛政10年）、三夜沢に正一位を与えた吉田家に、大洞側が「正一位」と記載された献額を求めた。この要求に対し吉田家は三夜沢側に問い合わせ、三夜沢側はこれを不可と返答した。しかし翌年、吉田家と対立していた神祇伯白川伯王家が、「上野国総社大洞赤城神社」の額面・「本社」「本宮」と記載された添状を大洞赤城神社へ奉納した。そしてこの額面が千住観音とともに開帳されることになった。長元以来の正一位を自称する大洞側が、正一位となった三夜沢に対抗したものであった。「本社」を自称する三夜沢側は強く反発し、1800年（寛政12年）、大洞赤城神社別当・寿延寺および白川伯王家を相手に開帳差し止めを含んだ訴訟を起こした。吉田家が背後に控える三夜沢赤城神社と、大洞赤城神社（寿延寺）および白川家という対立であった。領主の川越藩主松平氏が仲裁に入り、当該額面の封印の上で開帳自体は予定通り行われた。しかし論争は終わらず、1802年（享和2年）には三夜沢側が幕府の寺社奉行へ訴え、国許で解決すべしと下げ渡されている。結局、額は内陣へ納め、文言使用を合議で決めるという和議が両者間で成ったのは1816年（文化13年）であった。

#### 明治以後
明治時代に入ると、赤城神社も体制の変動があった。三夜沢赤城神社では廃仏毀釈により、神宮寺取り壊しが行われ仏教色は完全に排除された。また東西2宮を統合し、東宮側が中心となって新たに1宮体制をとっている。一方、大洞赤城神社は別当・寿延寺が祭祀を司っていたため、廃仏毀釈の結果、寿延寺を分離して新たに神官を地元から任じることになった。
近代社格制度では三夜沢が県社、大洞・二之宮は郷社となった。そして1936年（昭和11年）、国幣社への昇格運動が三夜沢赤城神社で起こった。この運動は赤城神社の調査研究などを含んでおり、豊城入彦命が主祭神では赤城神社の歴史と異なるとの指摘を受けるなどしている。この結果、1944年（昭和19年）内務省神祇院は三夜沢の赤城神社に対して、「赤城大神」として赤城山の神を合わせ祀り他の赤城神社と歴史の共有性をもたせ、三夜沢・大洞（元宮）・二之宮（旧里宮）の神社をあわせて国幣中社とするとした。しかし、終戦により実現はしなかった。
戦後の1970年（昭和45年）、大洞の赤城神社は、明治期に企図されながら財政難で実現しなかった社殿の改築移転を実行した。山頂の厳しい自然環境により、寛永19年（1642年）造営以来の社殿が老朽化したためである。大沼にある小鳥ヶ島に再建され、現在に至っている。

### 神階
「赤城神」に対する神階奉授の記録（比定社未詳の時期）。
- 六国史
  - 承和6年（839年）6月、従五位下 （『続日本後紀』）
  - 貞観9年（867年）6月20日、従五位上から正五位下 （『日本三代実録』）
  - 貞観11年（869年）12月25日、正五位上 （『日本三代実録』）
  - 貞観16年（874年）3月14日、従四位下 （『日本三代実録』）
  - 元慶4年（880年）5月25日、従四位上 （『日本三代実録』） - 表記は「赤城石神」または「赤城沼神」[注 4]。
- 六国史以後
  - 長元3年（1030年）頃、正一位 （『上野国交替実録帳』）
  - 正一位 （『上野国神名帳』） - 表記は「赤城大明神」。

以降の各社に対する奉授は、各社項目を参照。

## 登場作品

### 金槐和歌集
- 上野の 勢多の赤城の からやしろ やまとにいかで あとをたれけむ - 源実朝（『金槐和歌集』）

### 神道集
南北朝時代成立の『神道集』には各地の神社の縁起が載せられており、当社に関する説話として以下の3話が収められている。
- 巻第七 36話「上野国一之宮事」

上野国一宮の抜鉾大明神（現 一之宮貫前神社）は、渡来系の神であった。そして、元々の一宮であった赤城大明神が絹の機織りをしている際、生糸が不足したため抜鉾大明神から借用した。赤城大明神は、財の君である抜鉾大明神に一宮を譲り、自分は二宮になったという。
- 巻第七 40話「上野国勢多郡鎮守赤城大明神事」

高野辺大将家成と3人の娘に関する悲話を載せ、大沼・小沼の湖畔にそれぞれ祠を建てて祀ったとする。
- 巻第八 43話「上野国赤城三所明神内覚満大菩薩事」

僧・覚満に関する説話を載せ、「赤城山三所明神」とは、大沼を祀った赤城明神（本地仏：千手観音）・小沼を祀った小沼明神（本地仏：虚空蔵菩薩）・地蔵岳を祀った覚満大菩薩（本地仏：地蔵菩薩）から成るとする。

## 一覧
群馬県内には「赤城神社」という名前の神社が118社、日本全国では334社あったとされる。関東一円に広がり、山岳信仰により自然的に祀られたものと、江戸時代に分祀されたものがある。その中でも著名なものが、東京都新宿区赤城元町の赤城神社である。
また赤城南麓の赤城神社の祭神は、かつては赤城山の中心を境として東西で異なる分布を見せていた。明治初年の群馬県の神社明細帳をみると、東から南にかけて大己貴神が、南西側には豊城入彦命が祀られている。これは東西2宮であった三夜沢赤城神社に起因するとされ、東宮は大己貴神を、西宮は豊城入彦命を祀っていたという。東西で自社の影響下にある分社を把握していたと見られている。

### 本社
- 赤城神社（大洞赤城神社） （群馬県前橋市富士見町赤城山）
- 赤城神社（三夜沢赤城神社） （群馬県前橋市三夜沢町）
- 二宮赤城神社 （群馬県前橋市二之宮町）

### 群馬県
| - 前橋市 - 赤城神社 （荒口町） - 赤城神社 （新井町） - 赤城神社 （亀泉町） - 赤城神社 （下小出町） - 赤城神社 （関根町） - 赤城神社 （富士見町漆窪） - 赤城神社 （富士見町横室） - 赤城神社 （富士見町米野） - 赤城神社 （富士見町田島） - 赤城神社 （宮地町） - 高崎市 - 赤城神社 （岩鼻町） - 赤城神社 （綿貫町） - 赤城神社 （下滝町） - 桐生市 - 赤城神社 （川内町2丁目） - 赤城神社 （川内町5丁目） - 赤城神社 （川内町1丁目） - 赤城神社 （新里町板橋） - 赤城神社 （新里町武井） - 赤城神社 （黒保根町八木原） - 赤城神社 （黒保根町下田沢） - 伊勢崎市 - 赤城神社 （宮前町） - 赤城神社 （国定町） - 赤城神社 （境平塚） - 太田市 - 赤城神社 （新田花香塚町） - 赤城神社 （大久保町） - 赤城神社 （六千石町） - 赤城神社 （西矢島町） - 赤城神社 （只上町） | - 沼田市 - 赤城神社 （利根町老神） - 館林市 - 赤城神社 （傍示塚町） - 赤城神社 （足次町） - 赤城神社 （木戸町） - 赤城神社 （傍示塚町） - 渋川市 - 赤城神社 （北橘町八崎） - 赤城神社 （北橘町上南室） - 赤城神社 （北橘町下南室） - 赤城神社 （北橘町真壁） - 赤城神社 （赤城町津久田） - 赤城神社 （赤城町持柏木） - 藤岡市 - 赤城神社 （上栗須） - 安中市 - 赤城神社 （磯部） - みどり市 - 赤城御靈神社 （東町花輪） - 赤城神社 （笠懸町鹿385） - 赤城神社 （笠懸町鹿2693） - 赤城神社 （大間々町塩沢） - 甘楽郡甘楽町 - 赤城神社 （大字小幡） - 赤城神社 （大字庭谷） - 佐波郡玉村町 - 赤城神社 （大字宇貫） |

### その他

#### 東北地方
福島県
- 赤城神社 （福島市大森）
- 赤城神社 （須賀川市稲）
- 赤城神社 （伊達市月舘町月舘）
- 赤城神社 （河沼郡柳津町黒沢）
- 赤城神社 （大沼郡会津美里町旭三寄）

#### 関東地方
茨城県
- 赤城神社 （下妻市横根）
- 赤城神社 （常陸太田市大里町）
- 赤城神社 （つくば市前野）
- 赤城神社 （ひたちなか市枝川）

栃木県
- 赤城神社 （足利市福居町)
- 赤城神社 （足利市瑞穂野町) ※中日向古墳群
- 赤城神社 （足利市岩井町）
- 赤城神社 （足利市上渋垂町）
- 赤城神社 （足利市島田町）
- 赤城神社 （佐野市植下町）

埼玉県
- 赤城久伊豆神社 （熊谷市石原）
- 赤城神社 （熊谷市大麻生）
- 赤城神社 （熊谷市今井）
- 赤城神社 （熊谷市成沢）
- 赤城神社 （飯能市阿須）
- 赤城神社 （飯能市芦苅場）
- 赤城神社 （東松山市野田）
- 赤城神社 （比企郡川島町出丸下郷）
- 赤城神社（川越市山田）

千葉県
- 赤城神社 （松戸市幸谷）
- 赤城神社 （柏市あけぼの3丁目）
- 赤城神社 （流山市流山）
- 赤城神社 （大網白里市四天木）

東京都
- 赤城神社 （新宿区赤城元町）
- 元赤城神社 （新宿区早稲田鶴巻町）
- 赤城神社 （足立区谷在家）

神奈川県
- 赤城神社 （川崎市高津区上作延）

#### 中部地方
新潟県
- 赤城神社 （新潟市江南区二本木）
- 赤城神社 （長岡市四郎丸）

愛知県
- 赤城神社 （愛西市赤目町）